# Coendou quichua
Coendou quichua (лат.) — грызун семейства американских дикобразов (Erethizontidae).

## Распространение
Этот вид встречается в Панаме и, возможно, в западных Андах Колумбии, Эквадора и Перу; живёт только в низменных, в лиственных и вечнозелёных лесах.

## Внешняя морфология
Длина тела с головой: 332—420 мм, хвоста: 290—413 мм, задних лап: 62—77 мм, ушей: 20—26 мм, средняя масса: 2 кг. Полностью покрыт колючками, равномерно распределёнными по всему телу, тёмными с бледно-жёлтыми кончиками. Глаза маленькие, нос розовый, выпуклый. Хвост цепкий, широкий у основания и сужающийся к концу.

## Поведение
Это ночной древесный грызун. Рацион включает плоды и листья.